# منتخب جامايكا لكأس ديفيز
منتخب جامايكا لكأس ديفيز (بالإنجليزية: Jamaica Davis Cup team)‏ هو ممثل جامايكا الرسمي في كرة المضرب في كأس ديفيز.